# Jean-Hugues Anglade
Jean-Hugues Anglade (Thouars (Deux-Sèvres), 29 de Julho de 1955) é um actor e cineasta francês. Como actor tem uma filmografia vasta, iniciada na televisão, em 1977, com Un comique né. Como realizador tem um único filme, cujo argumento escreveu e onde também entrou como actor: Tonka (1997)
Num ataque a um TGV que ligava Amesterdão a Paris levado a cabo por um homem de origem árabe em agosto de 2015, o ator ficou ferido sem gravidade. O atacante que tramsportava uma AK-47, foi dominado por militares norte-americanos à civil, que ficaram feridos com gravidade.

## Filmografia seleccionada
- 1983 : L'Homme blessé
- 1984 : La Diagonale du Fou
- 1985 : Subway (Subterrâneo)
- 1986 : 37º,2 le matin (Betty Blue 37º,2 de manhã)
- 1987 : Maladie d'amour
- 1989 : Nocturne indien
- 1990 : Nikita
- 1990 : Nuit d'été en ville
- 1991 : La Domenica specialmente
- 1994 : A Rainha Margot
- 1995 : Nelly et Monsieur Arnaud
- 1996 : Les Menteurs
- 1996 : Maximum Risk
- 1997 : Tonka
- 2001 : Mortel transfert
- 2002 : Sueurs